# Bekim Zogaj
Bekim Zogaj (* 28. September 1979) ist ein Schweizer Fussballschiedsrichterassistent.
Zogaj ist seit der Saison 2013/14 Schiedsrichterassistent in der Schweizer Super League. Bisher war er bereits bei über 210 Ligaspielen im Einsatz.
Seit 2010 steht er auf der Liste der FIFA-Schiedsrichter und ist bei internationalen Fussballspielen im Einsatz.
In der Saison 2017/18 war Zogaj erstmals bei einem Spiel in der Europa League, in der Saison 2020/21 erstmals bei einem Spiel in der Champions League im Einsatz.
Im April 2024 wurde Zogaj zusammen mit Stéphane De Almeida als Schiedsrichterassistent von Sandro Schärer für die Europameisterschaft 2024 in Deutschland nominiert.